# الدرجاج (أبين)

تعديل مصدري - تعديل

الدرجاج هي إحدى قرى محافظة أبين اليمنية، وتتبع إدارياً مديرية خنفر. يبلغ تعداد سكانها 3194 نسمة حسب تعداد اليمن لعام 2004.